# 胤康
胤康 (いんこう、文政4年〈1821年〉 - 慶応2年4月17日〈1866年5月31日〉) は、江戸時代後期から末期の禅僧。

## 生涯
文政4年の春に武蔵国豊島郡赤塚村に生まれた。
八歳のとき某家へ養子にやられると聞き、日ごろ可愛がってくれていた赤塚村松月寺の大隣天休という僧のもとに走って弟子となった。
天保5年〈1834年〉天休に従って日向臼杵郡北方村慈眼寺に来た。胤康は儒仏・軍学を修め、勤王の志厚く、嘉永の初め豊後竹田に赴いて岡藩に勤王思想を鼓吹した。
文久元年〈1861年〉天休の跡を継いで慈眼寺住職となった。文久2年島津久光上京の機会に事を挙げんとし、幕府に縁故のある延岡藩に朝廷に応じるよう説いたことから文久3年（1863年）3月11日に捕らえられ、延岡藩の牢にいること3年、京都町奉行所に護送されて獄死した。